# Böser Blick (Fahrzeugdesign)

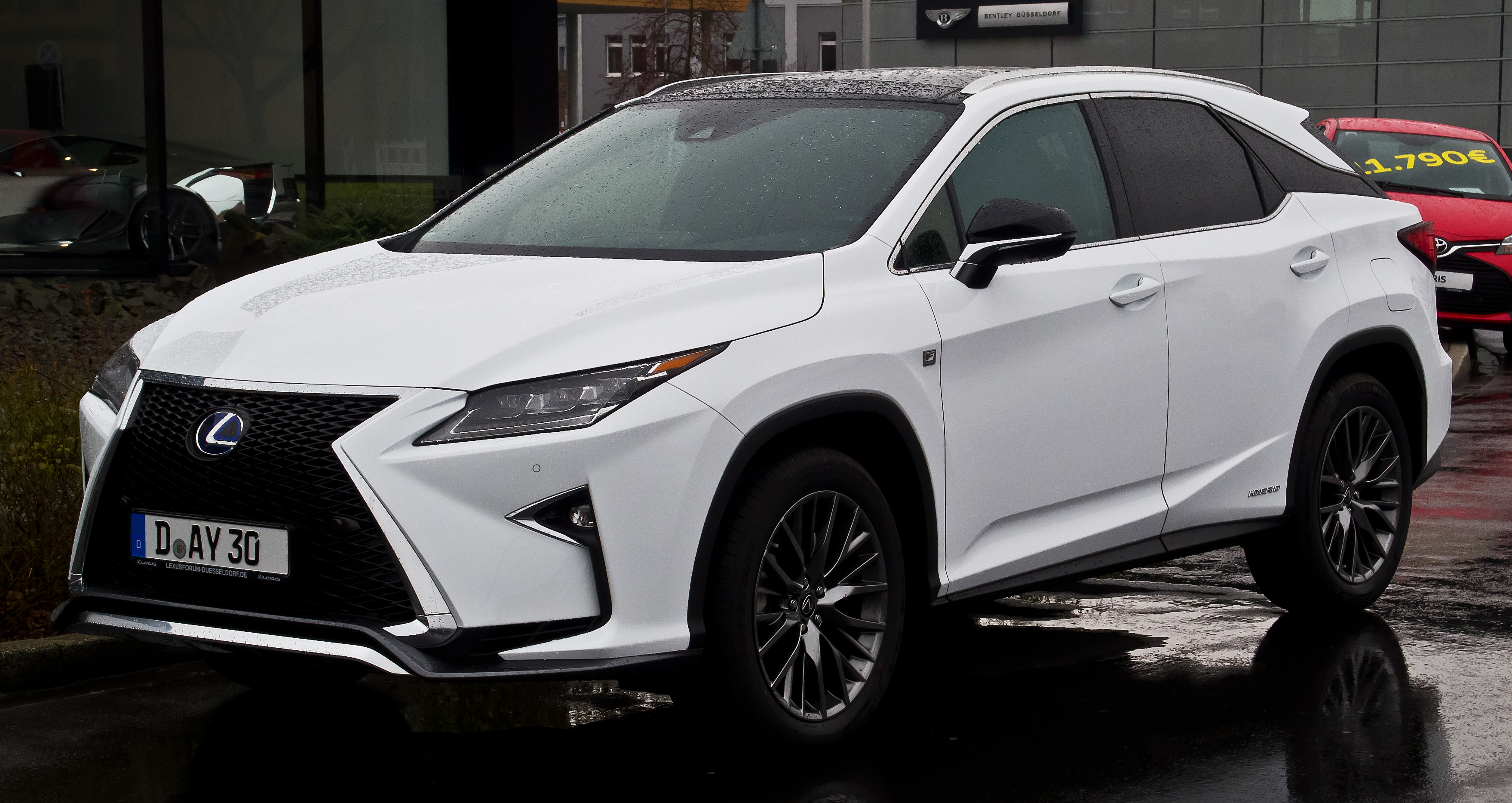
Böser Blick als Teil des serienmäßigen Designs: Lexus RX

Als Böser Blick bezeichnet man im Fahrzeugdesign eine Frontpartie mit einem aggressiven Erscheinungsbild. Dieses kann insbesondere durch die Anordnung der Hauptscheinwerfer, des Kühlergrills und des Nummernschildes erreicht werden. Eine V-förmige Anordnung der Scheinwerfer suggeriert zusammengekniffene Augen, oft verbunden mit einem „aufgerissenen Maul“. Auch bei Krafträdern und landwirtschaftlichen Nutzfahrzeugen kommen diese Gestaltungselemente zum Einsatz.

## Geschichte
Während frühere Modelle wie der VW Käfer und der Audi 80 B4 freundliche oder neutrale Gesichter ausstrahlten, hat sich der „böse Blick“ immer weiter durchgesetzt.
Seine Ursprünge hat das Design in der Tuningszene, dort wurde der Begriff „Böser Blick“ zunächst verwendet. BMW verwendete beim modernen Fahrzeugen stattdessen den Begriff „konzentrierter Blick“.
Im Jahr 2010 erschien im Handelsblatt ein Artikel darüber, dass der nachträgliche Umbau der Lichtkegel des Scheinwerfers zum Erlöschen der Betriebserlaubnis und zwangsweisen Stilllegung des Fahrzeuges führen kann.

## Rezeption
Laut  "Auto-Bild"-Redakteur Matthias Moetsch sind die Autofronten so gestaltet, dass sie „mit anderen Zeichen von Gefahr, Aggression oder Wut assoziiert werden“. Ähnlich wie bei SUVs soll der „Böse Blick“ Potenz und Überlegenheit des Fahrers vermitteln. Neben dem „bösen Blick“ können auch Fahrzeuggröße, ein Panzer-ähnlicher Aufbau und Sounddesign Wut und Aggressionen ausstrahlen.
Der Dresdner Verkehrspsychologe Bernhard Schlag, Mitglied im Wissenschaftlichen Beirat des Bundesverkehrsministeriums, kritisiert diese Entwicklung: Manche Autos würden „wie eine geladene Waffe“ wirken, was zu einem aggressiven Verhalten im Straßenverkehr beitrage. Der Münchener Designprofessor Peter Naumann bezeichnet Autos mit bösem Blick als „Raptoren auf Rädern“. Diese „transportierten Aggressionen in den Straßenverkehr und beeinflussten den Fahrstil“.

## Galerie

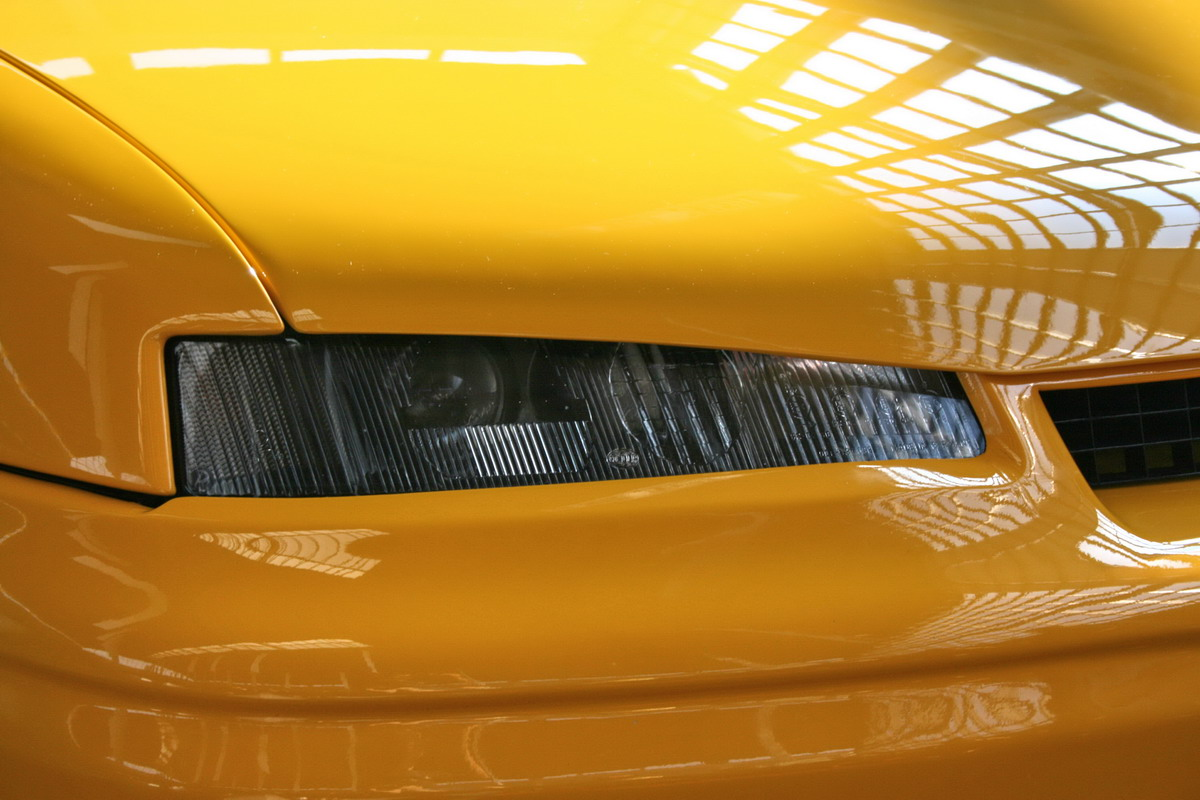
Böser Blick durch Tuningumbau: Opel Calibra
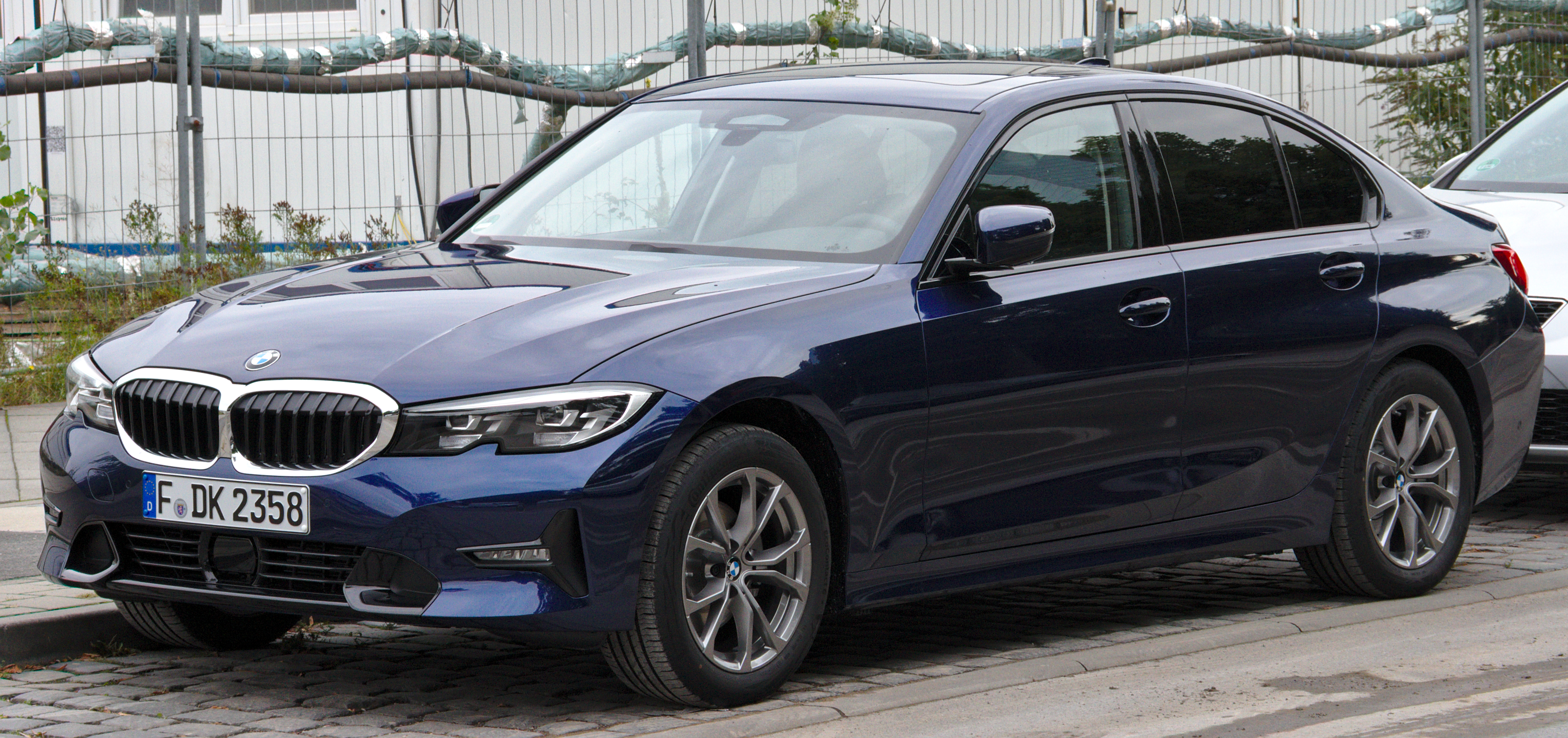
Böser Blick an einem Serien-Mittelklasse-PKW BMW G20
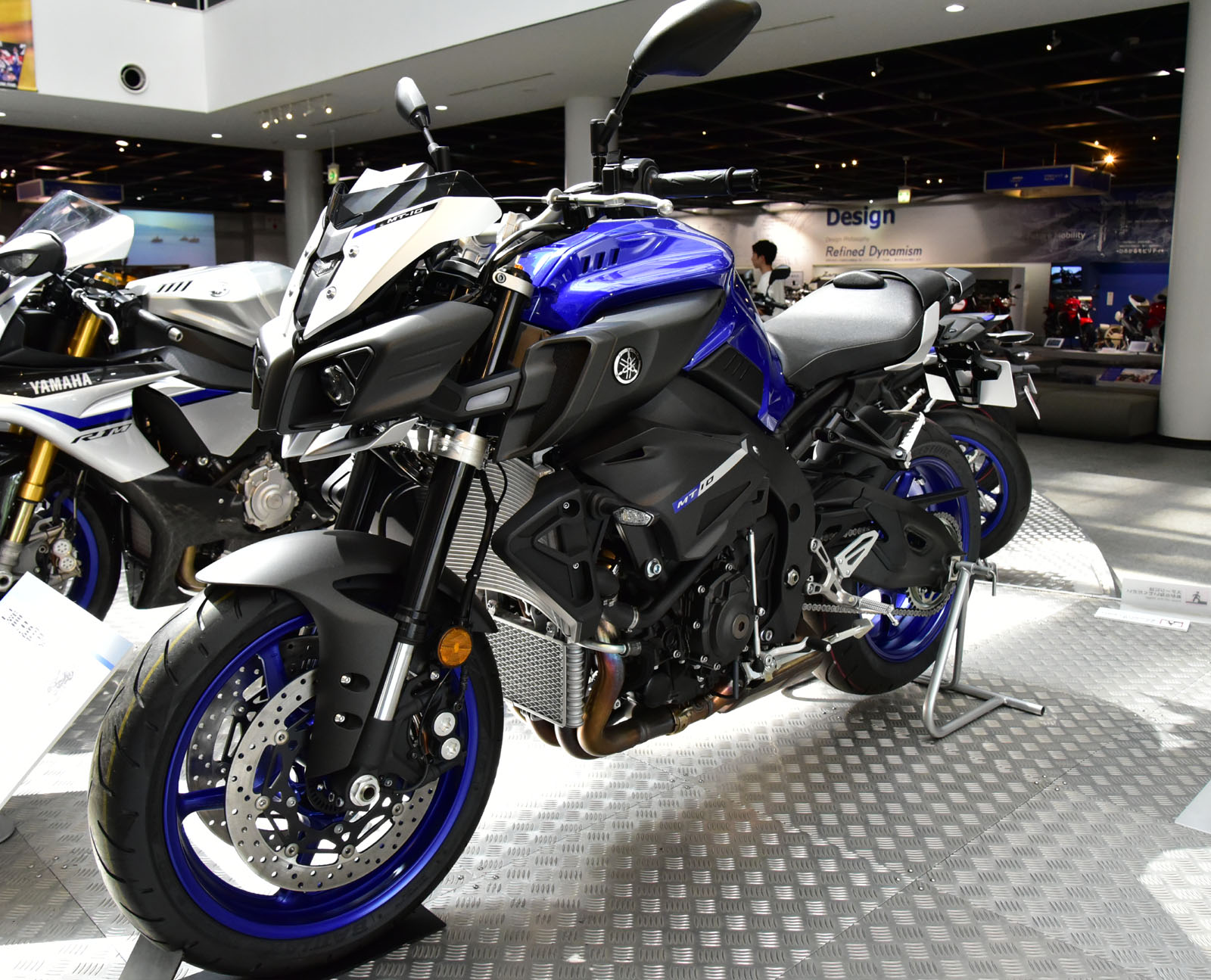
Böser Blick an einem Motorrad: Yamaha MT-10
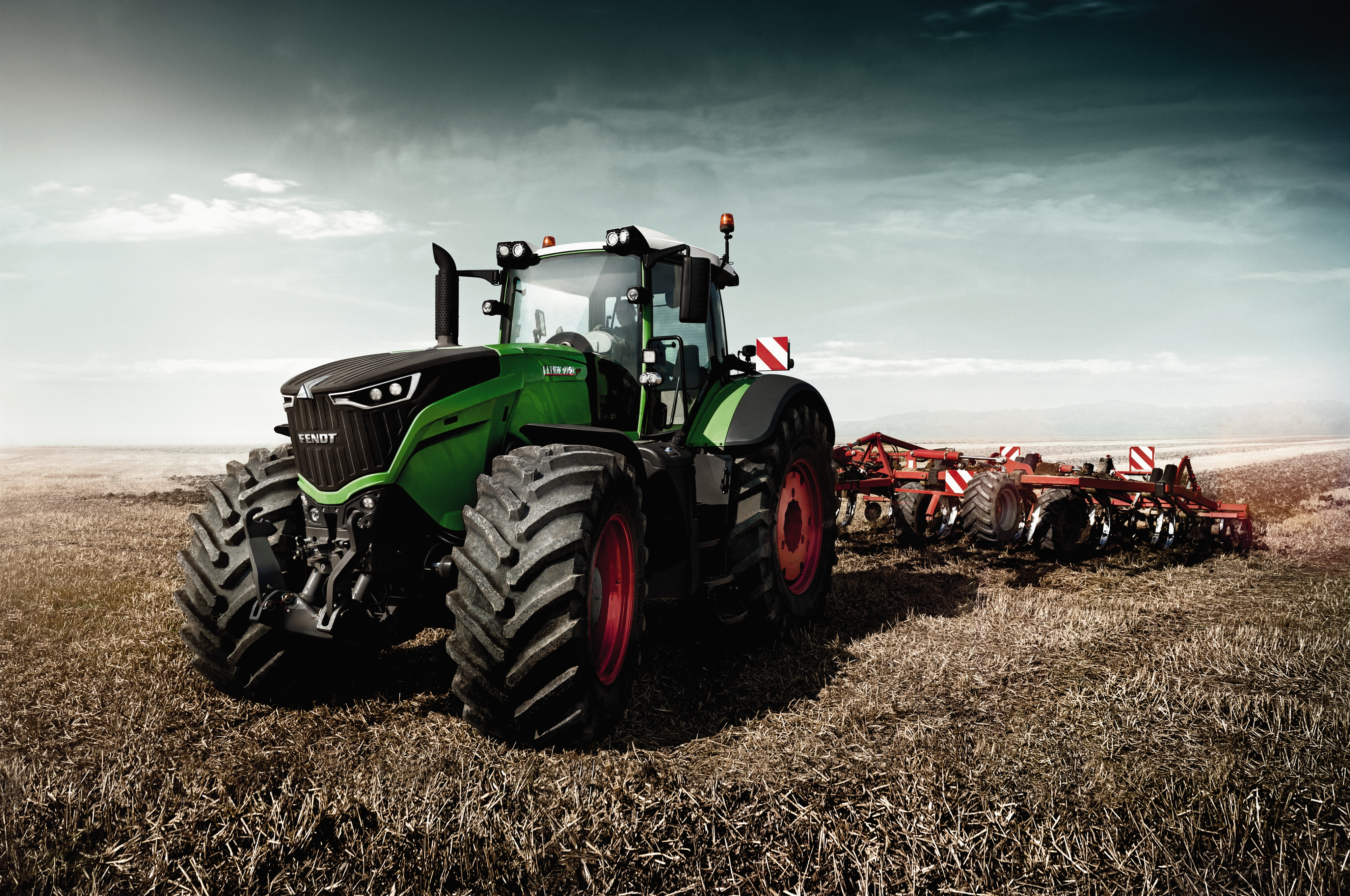
Böser Blick an einem landwirtschaftlichen Nutzfahrzeug: Fendt 1000 Vario